# Vicky Reynaert
Vicky Reynaert (Brugge, 4 februari 1985) is een Belgisch politica voor Vooruit. Ze is voormalig federaal volksvertegenwoordiger en schepen te Beernem.

## Biografie
Reynaert volgde lager onderwijs in de vrije basisschool De Regenboog in Beernem en middelbaar onderwijs in het Sint-Franciscus-Xaveriusinstituut in Brugge, waar ze Grieks-Wiskunde studeerde. In 2007 behaalde ze een master in de politieke wetenschappen en in 2008 een master in het Europees Recht aan de Universiteit van Gent.  

## Carrière
Van oktober 2008 tot september 2012 werkte ze als doctoraatsonderzoekster aan de universiteit van Gent, verbonden aan het Centrum voor EU-Studies. In 2012 behaalde ze haar titel van doctor in de politieke wetenschappen, met een doctoraat over het Europese discours ten aanzien van de regio rond de Middellandse Zee. Ze nam deel aan diverse internationale conferenties en heeft verschillende publicaties op haar naam over de relaties tussen de Europese Unie en de mediterrane regio .  
In februari 2013 ging Reynaert aan de slag als beleidsmedewerkster bij het team Europese Unie van het Vlaams Departement Buitenlandse Zaken. Tussen oktober 2014 en maart 2015 volgde ze een stage op het Secretariaat-Generaal van de Europese Commissie en tussen december 2017 en maart 2018 was ze waarnemend directeur EU-zaken bij het Vlaams Departement Buitenlandse Zaken. Van juni 2018 tot september 2020 was ze Adjunct Algemeen Afgevaardigde van de Vlaamse Regering bij de Europese Unie.
Sinds januari 2013 is Vicky Reynaert voor de sp.a gemeenteraadslid van Beernem, waar ze sinds januari 2019 schepen is, bevoegd voor Sociaal Beleid, Armoedebestrijding, Kinderopvang, Volksgezondheid, Noord-Zuidbeleid en Inclusie. In oktober 2018 werd ze eveneens verkozen als provincieraadslid van West-Vlaanderen, maar ze besloot het mandaat niet op te nemen.
Bij de federale verkiezingen van mei 2019 stond Reynaert als eerste opvolger op de West-Vlaamse sp.a-lijst. In september 2020 legde ze de eed af als lid van de Kamer van volksvertegenwoordigers, ter opvolging van John Crombez, die de nationale politiek verliet. In de Kamer van volksvertegenwoordigers zetelde ze als vast lid van de Commissie Buitenlandse Betrekkingen en als plaatsvervanger in de Commissie Sociale Zaken, waar ze armoedebestrijding opvolgde. Bij de federale verkiezingen van juni 2024 werd ze vanop de vierde plaats van de lijst niet herkozen.

## Privé
Samen met haar man heeft ze een zoon.